# Kempten
Kempten (pronunciación en alemán: /ˈkɛmptn̩/ⓘ) es una ciudad de Alemania, situada en la región de Suabia, al suroeste del estado federado de Baviera. Con 65 044 habitantes, es la ciudad más grande de la comarca de Algovia, y de toda la zona de los Alpes alemanes. Tiene un origen celta y romano, y está documentada como una de las ciudades más antiguas del país.
La morfología urbana de la ciudad se caracteriza por los varios siglos de convivencia entre la Abadía Real y la antigua Ciudad Imperial de Kempten.
Kempten es el centro económico y cultural de la región de Algovia. Los bienes producidos localmente incluyen maquinaria, productos farmacéuticos y alimentos procesados.

## Toponimia
El topónimo en alemán de la ciudad es Kempten (pronunciación alemana: /[ˈkɛmp.tn̩/ⓘ). Antiguamente también se la conoció con nombres como Cambodunum.

## Historia

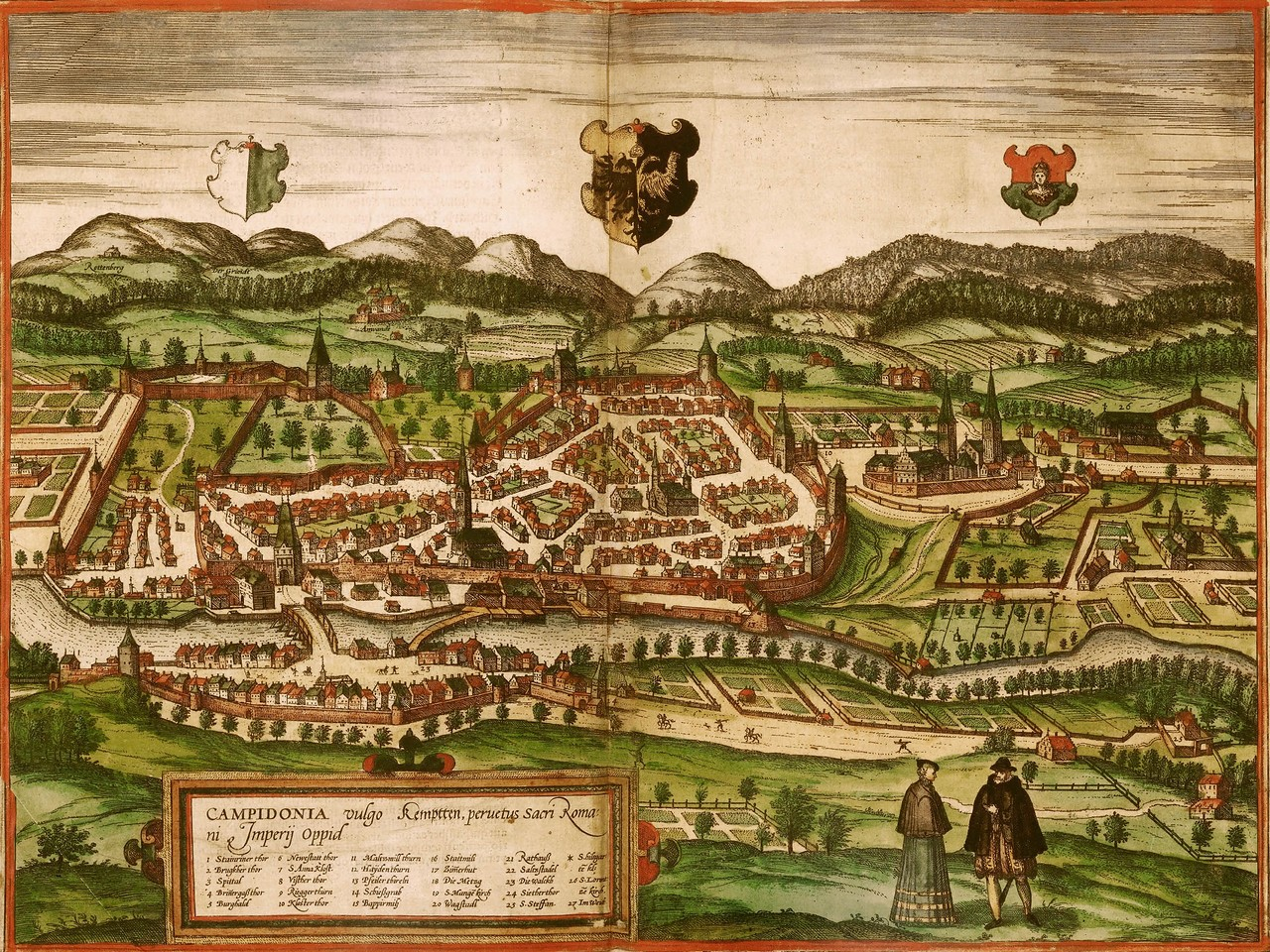
Kempten hacia la segunda mitad del (Civitates orbis terrarum)

### Edad Antigua
El geógrafo griego Estrabón menciona en el año 50 a. C. un poblado celta llamado Kambodunon, siendo así la referencia más antigua sobre la existencia de un asentamiento urbano consolidado en Alemania.
En el año 15 a. C., las tropas romanas lideradas por Druso y Tiberio, conquistan y destruyen el poblado céltico. La ciudad fue renombrada con el nombre latín de Cambodunum, y fue reconstruida al estilo romano, con las calles planificadas, templos, baños, etc. Inicialmente construida de madera, sufrió un gran incendio en el año 69 que la calcinó casi en su totalidad, por lo que posteriormente fue reconstruida en piedra. Fue probablemente la capital de la provincia romana de Recia durante el primer siglo, antes de que el liderazgo recayera en Augsburgo.
En el año 233 la ciudad fue nuevamente destruida, esta vez por tribus de alemánicos. El núcleo urbano de Cambodunum fue abandonado y se trasladaron a un lugar más amplio, sobre una colina junto al río Iller. En el siglo V los romanos abandonaron la ciudad, que fue definitivamente conquistada por los alemánicos.

### Edad Media
La ciudad, ahora llamada Cambidano, sufre una nueva destrucción en el año 683, debido a una guerra entre los alemánicos y el Reino Franco, que trataba de dominar la región. Cerca del año 700, el emperador Carlomagno toma por esposa a una princesa alemánica, Hildegarda, bajo el mecenazgo de la cual se levanta la Abadía de Kempten, la cual será una de las más privilegiadas del territorio franco.

### Edad Moderna
La convivencia entre la ciudad imperial libre protestante y la abadía católica se fue haciendo cada vez más difícil. En 1608 la ciudad se incluía en la Unión Protestante y al año siguiente la abadía se unía a la Liga Católica (1609). En 1632 las tropas suecas tomaban la zona, saqueando y destruyendo la abadía. Un año después los imperiales católicos tomaban la zona.

## Geografía
Kempten está situado en un valle plano, a orillas del río Iller, siendo un importante afluente del Danubio. El casco urbano está a 674 m sobre el nivel del mar, siendo así la segunda ciudad mayor de 50 000 habitantes más elevada de Alemania, tras Villingen-Schwenningen. Es la ciudad más importante de Algovia, una subregión dentro de la región de Suabia, al suroeste del estado federado de Baviera. El valle bascula de forma descendente de sur a norte, siguiendo la misma dirección que las aguas del río. Hacia el sur, muy próxima, queda la gran cadena montañosa de los Alpes.
La ciudad está a 110 km de la capital estatal, Múnich, y a 90 km de la capital regional, Augsburgo. A unos 60 km al oeste se encuentra el lago Constanza, con las ciudades portuarias de Lindau y Bregenz. Misma distancia aproximada de la que dista de la frontera con Austria.
Localidades próximas
| Noroeste:     | Norte: Memmingen            | Noreste:            |
| Oeste: Wangen | Kempten                     | Este: Marktoberdorf |
| Suroeste:     | Sur: Immenstadt, Oberstdorf | Sureste: Füssen     |

### Clima
En la zona se da un clima continental templado, propio de las regiones centroeuropeas. Si bien la altura y la situación particular de la ciudad, le confieren un ambiente algo más fresco. Los veranos no son excesivamente cálidos, con una temperatura máxima media de unos 21 °C. Los inviernos son fríos, pero con una temperatura mínima media entre -5 °C y -6 °C según el mes, sin que sean comunes heladas muy severas. La humedad y pluviometría es elevada, con 1.274 mm anuales de media. Las precipitaciones son regulares, aunque más abundantes entre los meses de mayo y septiembre. Las nevadas son frecuentes en invierno. 
Debido a encontrarse cerca del pie de los Alpes, en Kempten se da con mucha frecuencia el llamado efecto Föhn. Las montañas hacen el efecto de pared infranqueable para las nubes húmedas que proceden del norte, que al chocar contra el muro, precipitan toda su cantidad en la ladera de barlovento, sin que pase la precipitación a la ladera de sotavento, a la que suele llegar aire cálido y seco.

## Cultura

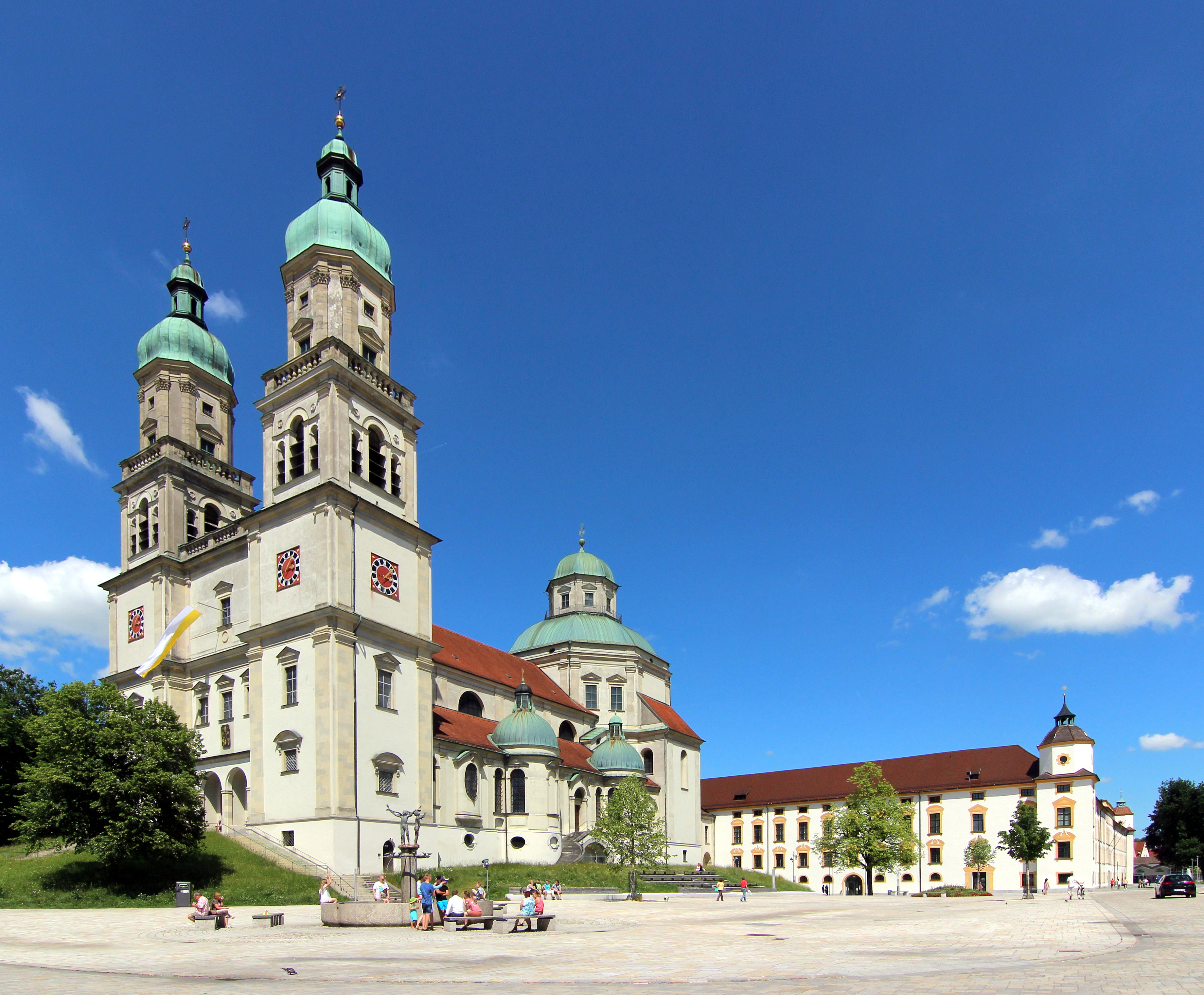
Basílica de San Lorenzo.

Basílica de San Lorenzo
Es la antigua iglesia de la abadía benedictina de Kempten. Actualmente se utiliza como la iglesia parroquial católica de San Lorenzo en la diócesis de Augsburgo. Una iglesia fue construida en el lugar en el siglo XIII, pero fue incendiada en 1478.
El abad de Kempten, encargó al arquitecto Michael Beer de los Grisones construir una nueva iglesia para servir a la parroquia y al monasterio. La primera piedra de la Basílica de San Lorenzo se colocó el 13 de abril de 1652. Esta fue una de las primeras grandes iglesias construidas en Alemania después del final de la Guerra de los Treinta Años.
Michael Beer construyó la nave, la planta baja de las torres y el coro. Fue sucedido por Johann Serro el 24 de marzo de 1654 .

## Galería de imágenes

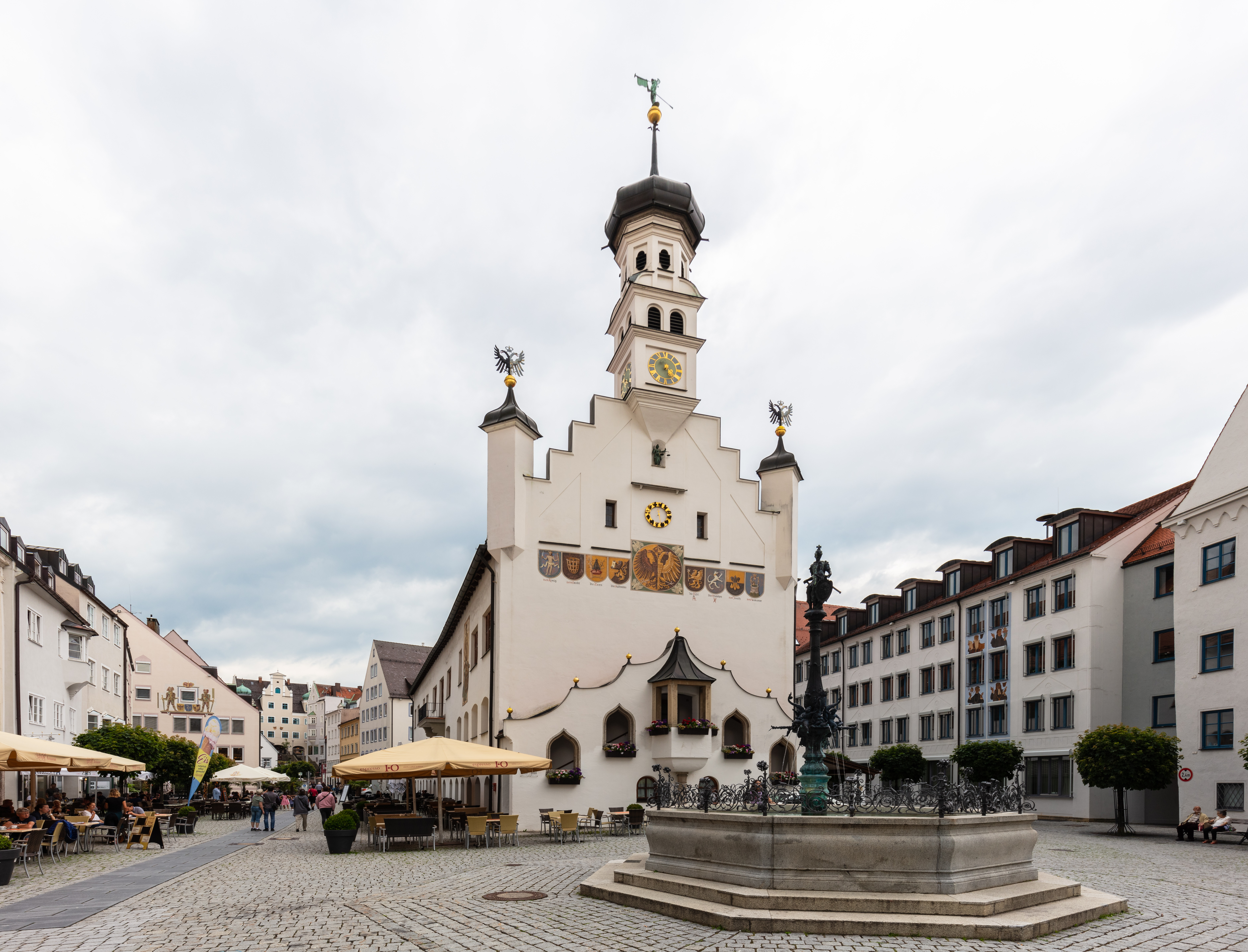
Plaza del ayuntamiento.
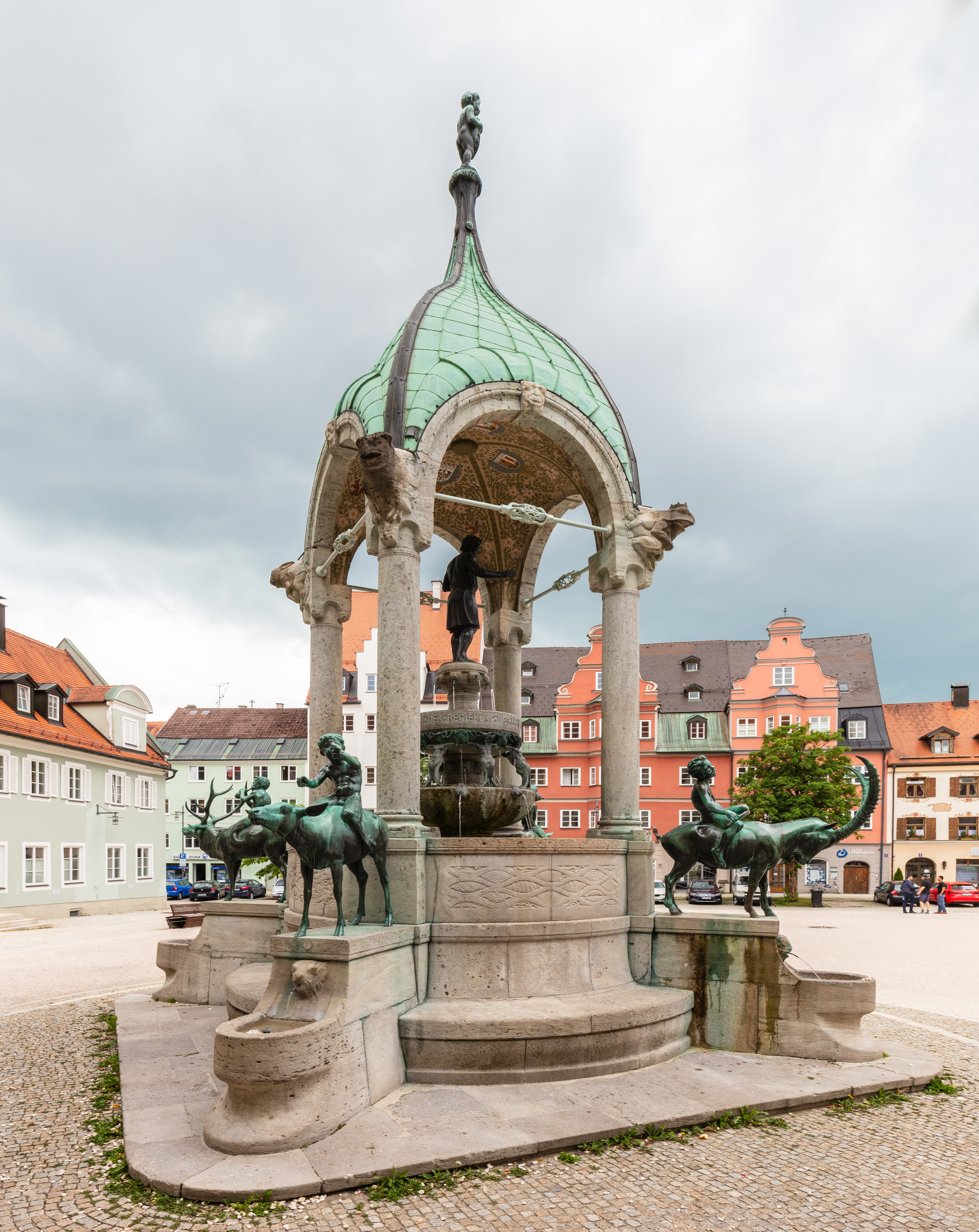
Fuente de San Mang.
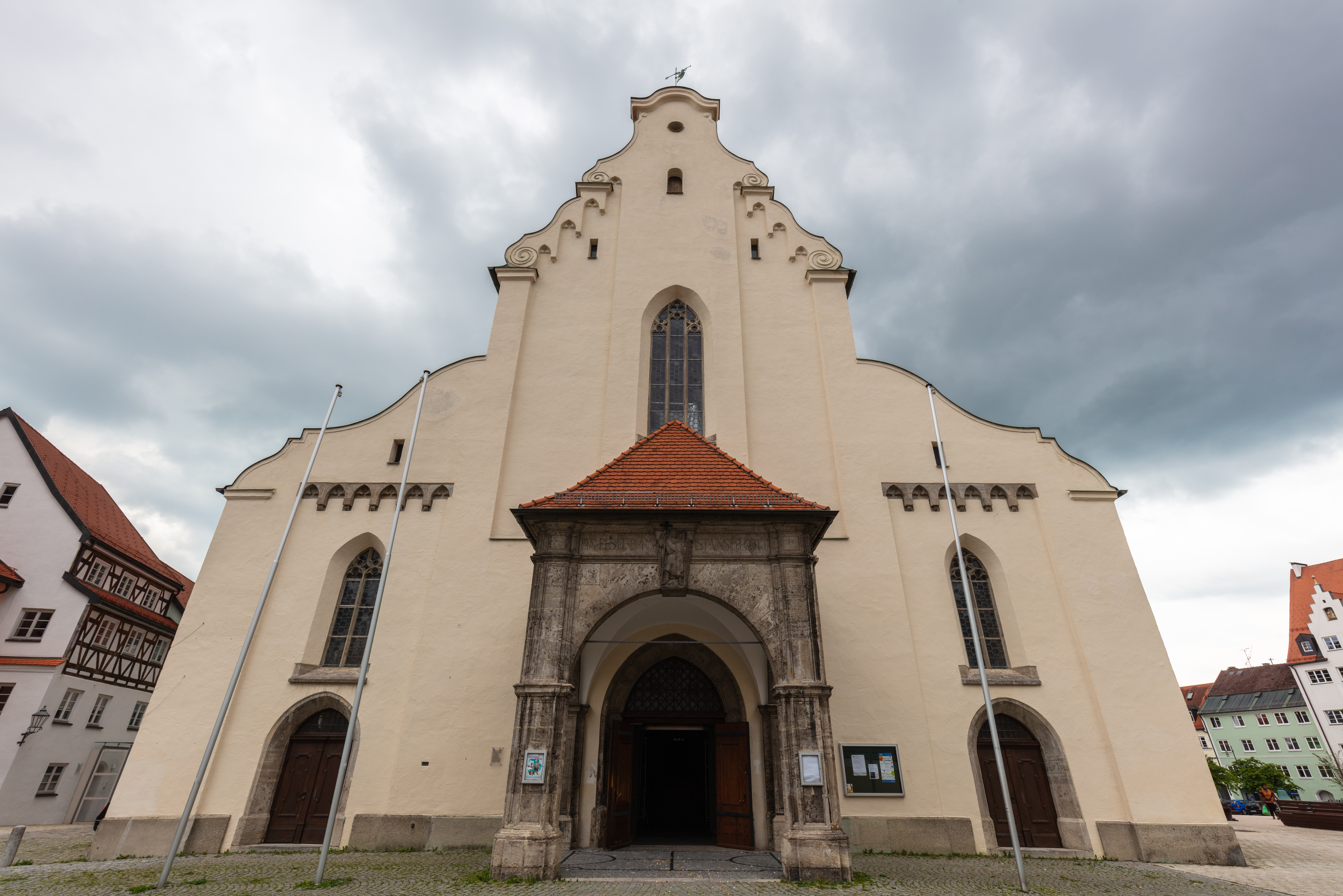
Iglesia de San Mang.